# Vrh pri Višnji Gori
Vrh pri Višnji Gori este o localitate din comuna Ivančna Gorica, Slovenia, cu o populație de 106 locuitori.